# Fanfreluche (Bob et Bobette)
Pour les articles homonymes, voir Fanfreluche.

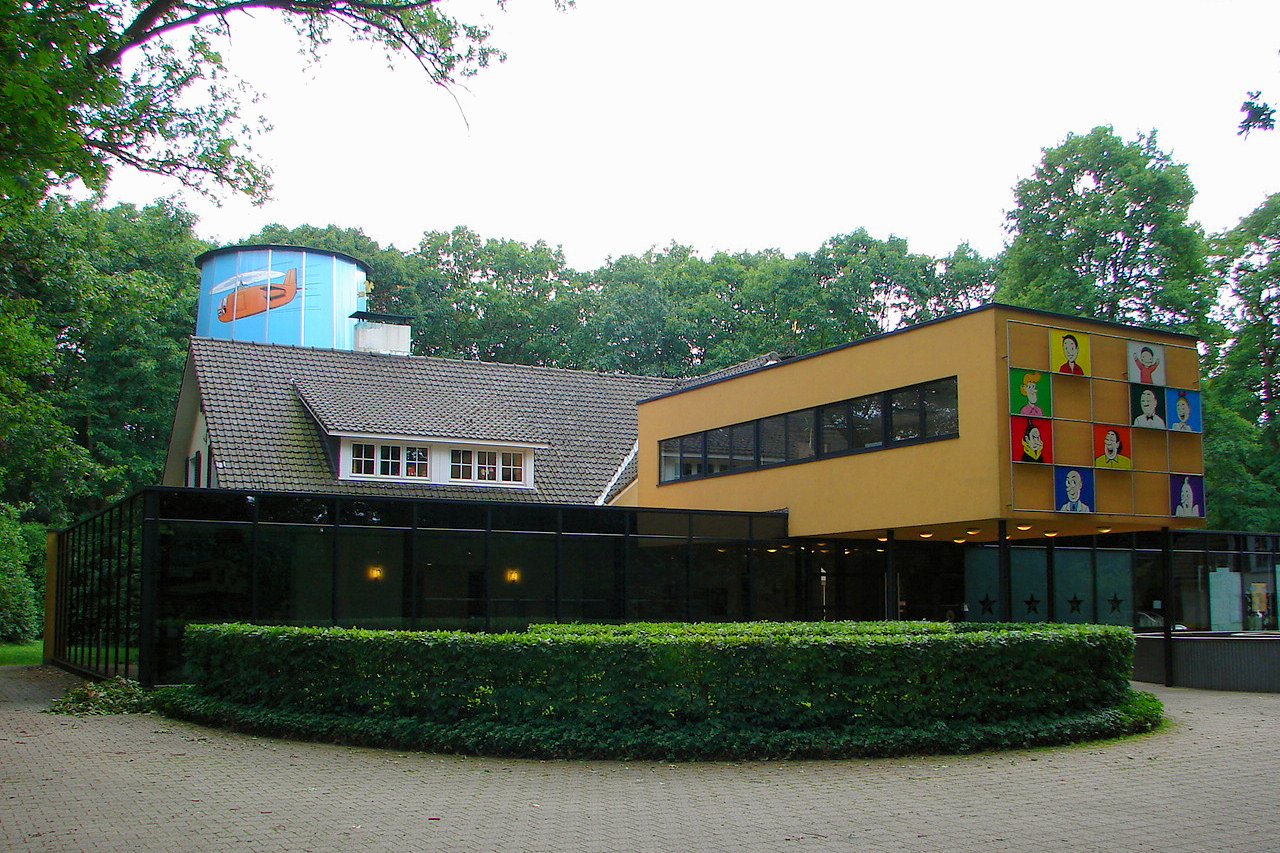
Sur le musée Bob et Bobette est dessiné Bob, Bobette, Fanfreluche, Lambique, Crimson, Jérôme, le professeur Barabas ainsi que Robert Antigone et le Gyronef.

Fanfreluche (ou Schanulleke en néerlandais) est la poupée de Bobette dans la série de bande dessinée Bob et Bobette, dans laquelle elle est apparue dès le premier album (Ricky et Bobette). Bobette est inséparable de Fanfreluche, bien que la poupée ne soit pas vue clairement à ses côtés dans de nombreuses histoires. 
Lorsque la poupée est perdue, kidnappée ou doit endurer quelque chose, Bobette tombe malade de chagrin. Elle essaie alors de sauver sa poupée, avec ou sans ses fidèles amis. Fanfreluche prend aussi souvent vie. Jérôme aime aussi Fanfreluche, l'amour pour la poupée le fait revenir avec ses nouveaux amis au XXe siècle dans Les Mousquetaires endiablés (1953).

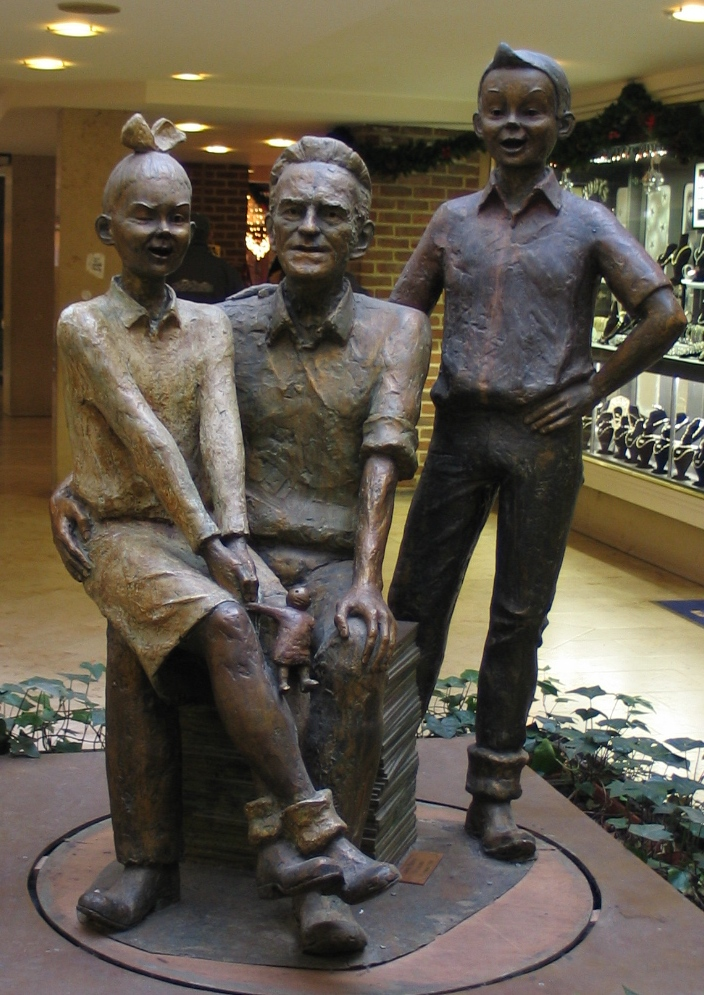
Une statue de Willy Vandersteen, Bob et Bobette avec Fanfreluche dans ses mains.

## Noms différents
Dans les premières histoires, la poupée s'appelait Fanchon. En néerlandais, le nom original était Schalulleke, mot anversois pour oignons de printemps. Quand la série s'est étendue aux Pays-Bas, le nom a été changé pour Schabolleke. Le nom définitif, Schanulleke, a été donné en 1965 dans l'album Lambique au bois dormant et correspond en français à l'abandon du nom « Fanchon » pour le nom actuel « Fanfreluche ».
Dans Rouge Red Star, il est expliqué que Fanfreluche était à l'origine la poupée de chiffon de Marie de France Luche, la fille de Madame Madeleine. Marie avait appelé la poupée « Franceluche », d'après son nom de famille, qu'elle ne savait pas encore prononcer correctement. La fille était enfant unique et est décédée d'une maladie héréditaire à l'âge de onze ans. Sa mère a gardé la poupée pendant très longtemps avant de la donner à Bobette de la Galette quand elle avait 95 ans lors d'un voyage vers l'Amérique. La poupée avait alors 60 ans.
Dans le cinquième album de Bob et Bobette, La Princesse enchantée, une autre origine pour la poupée est présentée. Elle aurait été fabriquée par un fabricant de poupées anversois qui l'avait remplie de sciure fabriquée à partir d'un arbre enchanté. Bobette aurait ensuite acheté la poupée, lui donnant le nom de « Fanchon ».
Certains albums de Bob et Bobette sont également sortis dans d'autres pays et dans ces traductions, Fanfreluche a un nom différent :
- Anglais : Muffin, Sawdust, Molly
- Suédois : Lisa

## Rôle dans les albums
Fanfreluche n'apparaît quasiment pas dans les histoires de la série bleue. Dans la première histoire de cette série (Le Fantôme espagnol), Fanfreluche, avec Bobette, reçoit de nouveaux vêtements et change de coupe de cheveux. Après cela, la poupée disparaît complètement des histoires et même de l'album, sans aucune explication.
Fanfreluche joue un rôle important dans les albums suivants :
- Dans l'album La Princesse enchantée (1949), Fanfreluche est kidnappée car elle est fabriquée avec de la sciure d'un arbre enchanté, qui était jadis une princesse métamorphosée.
- Dans l'album Lambique chercheur d'or (1950), Fanfreluche est enchantée par le Totem qui garde les mines d'or en un cruel sachem.
- Dans l'album Les Pêcheurs d'étoiles (1952), Bobette souhaite que Fanfreluche prenne vie, mais la poupée s'avère très têtue.
- Dans l'album Le Lit volant (1959), Bob mécanise Fanfreluche comme surprise pour l'anniversaire de Bobette. Cela crée des problèmes mais s'avère également utile dans certaines situations. Grâce à une formule, Fanfreluche devient énorme et de ce fait elle représente un danger pour son environnement.
- Dans un certain nombre d'histoires de Bob et Bobette, Fanfreluche semble être capable de parler. Dans certaines histoires elle obtient cette faculté grâce à un micro. Dans l'album Margot la Folle (1966), elle est enchantée par Margot la Folle pour qu'elle s'agrandisse et qu'elle puisse parler. Le but réel de ceci est de faire d'elle une machine de guerre, ce qui ne marchera pas en raison du refus de Fanfreluche elle-même.
- Dans l'album Le Bonze et les bronzés (1972), Gabriel cache une pierre magique de la fée Fantasia dans Fanfreluche, en guise de remerciement pour les bons soins de Bobette, ce qui permet à Bobette de parler avec les statues.
- Dans l'album Le Papillon du diable (1973), Pierrot tombe amoureux de Fanfreluche et toutes les poupées prennent vie au pays des poupées.
- Dans l'album Le Méchant Machin (1985), Bobette doit faire un choix difficile. Ce n'est qu'avec l'aide de Fanfreluche que le « machin » peut être réparé et pour cela, Bobette doit sacrifier sa poupée.
- Dans l'album La Mine mystérieuse (1990), Fanfreluche et le tronc d'arbre Pino prennent vie grâce à une potion magique ; Tobby peut également parler.
- Dans l'album Le Papillon philanthropique, Fanfreluche reçoit des ailes pour rétablir la paix et la gaieté parmi les hommes.
- Dans l'album Ambre (1999), Bobette est jalouse quand Fanfreluche prend vie et montre une nette préférence pour Ambre.
- Dans l'album Le Dernier Juron (2002), Fanfreluche est emmenée par le petit Kalasj Nikov et Floda, qui partent pour la Chocovaquie. La poupée prend vie dans Le Baiser d'Odfella (2003) et Le Prisonnier de Forestov (2003).
- Dans l'album Le Castel de Cognedur, Fanfreluche est volé par les Écossais pour attirer Bobette en Écosse.
- Dans l'album Le Bloc bizarre, Fanfreluche, en tant que symbole d'amour pur, offre la victoire sur le diable.
- Dans l'album Fanfreluche l'invincible, Fanfreluche devient temporairement humaine et forme une équipe de super-héros avec Bobette et Lambique.
- Dans l'album Rouge Red Star (2015), un diamant est caché dans la poupée. La poupée appartient à une vieille dame qui la donne à Bobette de la galette lors d'un voyage pour l'Amérique, qui ressemble beaucoup à sa fille décédée.
- Dans l'album Jérôme Bosch a les boules (2016), Fanfreluche se retrouve noyée dans une rivière et Bobette est inconsolable. Lambique, Bob et Jérôme voyagent dans le passé pour se rendre à Memoria et détruire les souvenirs de la poupée dans ce monde de rêve, afin que Bobette puisse se remettre de son traumatisme psychique.

## Spin-off
- Fanfreluche a également sa propre série de bande dessinée avec des gags d'une page.
- Fanfreluche a également un rôle dans Amphoria.